# Барон Лайвден

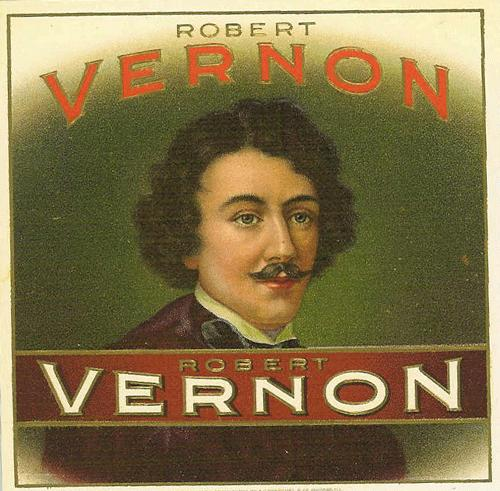
Роберт Вернон, 1-й барон Лайвден (1800—1873)

Барон Лайвден из Лайвдена в графстве Нортгемптон — наследственный титул в системе Пэрства Соединенного Королевства. Он был создан 28 июня 1859 года для либерального политика Роберта Вернона (1800—1873). До 1859 года он был известен как Роберт Вернон Смит. Он представлял в Палате общин Трали (1829—1831) и Нортгемптон (1831—1859), занимал должности заместителя военного и колониального министра (1839—1841), военного министра (1852) и председателя Совета по контролю (1855—1858). Его преемником стал его старший сын, Фицпатрик Генри Вернон, 2-й барон Лайвден (1824—1900). Ему наследовал его племянник, Куртенэ Роберт Перси Вернон, 3-й барон Лайвден (1857—1926). Он был сыном преподобного достопочтенного Куртенэ Джона Вернона, третьего сына первого барона. После смерти в 1969 году его сына, Роберта Фицпатрика Куртенэ Вернона, 4-го барона Лайвдена (1892—1969), эта линия семьи прервалась. Покойному барону наследовал его двоюродный брат, Сидни Манро Вернон, 5-й барон Лайвден (1888—1973). Он был внуком достопочтенного Гревилла Ричарда Вернона, младшего сына первого барона.
По состоянию на 2024 год носителем титула являлся его правнук, Колин Рональд Вернон, 8-й барон Лайвден (род. 1967), который стал преемником своего отца в 2017 году. Нынешний лорд Лайвден, как и предыдущий, проживает в Новой Зеландии.
Роберт Перси Смит (1770—1845), отец первого барона Лайвдена, также был политиком. Он представлял В Палате общин Грантем (1812—1818) и Линкольн (1820—1826).

## Бароны Лайвден (1859)
- 1859—1873: Роберт Вернон, 1-й барон Лайвден[англ.] (23 февраля 1800 — 10 ноября 1873), сын политика и адвоката Роберта Перси Смита (1770—1845)[2];
- 1873—1900: Фицпатрик Генри Вернон, 2-й барон Лайвден (27 апреля 1824 — 25 февраля 1900), старший сын предыдущего[3];
- 1900—1926: Куртенэ Роберт Перси Вернон, 3-й барон Лайвден (29 декабря 1857 — 25 декабря 1926), старший сын преподобного достопочтенного Куртенэ Джона Вернона (1828—1892), племянник предыдущего[4];
- 1926—1969: Роберт Фицпатрик Куртенэ Вернон, 4-й барон Лайвден (1 февраля 1892 — 9 января 1969), единственный сын предыдущего[5];
- 1969—1973: Сидни Манро Вернон, 5-й барон Лайвден (21 ноября 1888 — 19 сентября 1973), старший сын Сесила Сидни Арчибальда Вернона (1862—1944), внук достопочтенного Гревилла Ричарда Вернона (1835—1909), младшего сына первого барона[6];
- 1973—1999: Рональд Сесил Вернон, 6-й барон Лайвден (10 апреля 1915 — 12 августа 1999), единственный сын предыдущего[7];
- 1999—2017: Джек Лесли Вернон, 7-й барон Лайвден (10 ноября 1938 — 18 декабря 2017), старший сын предыдущего[8];
- 2017 — настоящее время: Колин Рональд Вернон, 8-й барон Лайвден (род. 3 февраля 1967), единственный сын предыдущего[9];
  - Наследник титула: достопочтенный Роберт Говард Вернон (род. 2 октября 1942), дядя предыдущего[10];
    - Наследник наследника: Рассел Сидней Вернон (род. 1969), сын предыдущего[11];
      - Третий наследник: Митчелл Роберт Аллан Вернон (род. 1998), сын предыдущего[12].